# Городское поселение Хотьково
Городско́е поселе́ние Хотько́во —  муниципальное образование (городское поселение) в Сергиево-Посадском городском округе Московской области; крупнейший населённый пункт в составе городского поселения — город Хотьково.
Глава городского поселения — Тихомирова Рита Григорьевна.

## История
В XIX — начале XX века большая часть территории современного городского поселения Хотьково входила в состав Митинской и Морозовской, и частично Озерецкой волостей Дмитровского уезда Московской губернии. Обе волости были весьма развиты в промысловом и промышленном отношении: здесь существовало не менее тринадцати видов промыслов. Наиболее распространённые из них: легковой извоз, возка дров, ткачество, столярное дело, лепка заготовок для фарфорового завода С. Г. Дунаева.
Одним из промышленных центров было село Горбуново с фарфоровым заводом наследников А. Г. Попова. В 1872 году наследники продали завод, который при новых хозяевах стал Горбуновской ткацкой фабрикой.
Ещё одним крупным предприятием была суконная фабрика в деревне Репихово, в четырёх верстах от станции «Хотьково».

### Современная история
Данный тип муниципальных образований был предусмотрен в законе 2003 года «Об общих принципах организации местного самоуправления в Российской Федерации» и введён в ходе муниципальной реформы. Городское поселение Хотьково было образовано согласно закону Московской области от 28.02.2005 № 60/2005-ОЗ «О статусе и границах Сергиево-Посадского муниципального района и вновь образованных в его составе муниципальных образований». В состав городского поселения Хотьково вошли город Хотьково и ещё 29 населённых пунктов позже упразднённого Митинского сельского округа.
Законом Московской области от 20 марта 2019 года Сергиево-Посадский муниципальный район был упразднён, а все входившие в его состав поселения  1 апреля 2019 года были объединены в единое муниципальное образование — Сергиево-Посадский городской округ.

## Состав городского поселения
| №  | Населённый пункт | Тип населённого пункта        | Население |
| -- | ---------------- | ----------------------------- | --------- |
| 1  | Абрамцево        | село                          | ↘209      |
| 2  | Антипино         | деревня                       | ↘10       |
| 3  | Арханово         | деревня                       | ↘14       |
| 4  | Ахтырка          | деревня                       | ↘73       |
| 5  | Быково           | деревня                       | ↗38       |
| 6  | Гаврилково       | деревня                       | ↘41       |
| 7  | Глебово          | деревня                       | ↘17       |
| 8  | Жёлтиково        | посёлок станции               | ↘107      |
| 9  | Жучки            | деревня                       | ↘1484     |
| 10 | Золотилово       | деревня                       | ↗132      |
| 11 | Короськово       | деревня                       | ↗28       |
| 12 | Кудрино          | деревня                       | ↗22       |
| 13 | Матрёнки         | деревня                       | →2        |
| 14 | Машино           | деревня                       | ↗30       |
| 15 | Механизаторов    | посёлок                       | ↘56       |
| 16 | Митино           | хутор                         | ↘54       |
| 17 | Морозово         | деревня                       | ↘149      |
| 18 | Мутовки          | деревня                       | →28       |
| 19 | Новоподушкино    | деревня                       | ↗95       |
| 20 | Новосёлки        | деревня                       | ↗15       |
| 21 | ОРГРЭС           | посёлок                       | ↘245      |
| 22 | Подушкино        | деревня                       | ↗38       |
| 23 | Репихово         | деревня                       | ↗162      |
| 24 | Репихово         | посёлок                       | ↘210      |
| 25 | Стройково        | деревня                       | ↘3        |
| 26 | Тешилово         | деревня                       | ↘11       |
| 27 | Уголки           | деревня                       | ↘9        |
| 28 | Филимоново       | деревня                       | ↗32       |
| 29 | Хотьково         | город, административный центр | ↘20 468   |
| 30 | Шапилово         | деревня                       | ↗70       |

## Власть
Адрес администрации городского поселения: г. Хотьково, улица Михеенко, 21.

## Население
| 2006    | 2007    | 2008    | 2009    | 2010    | 2011    | 2012    |
| ------- | ------- | ------- | ------- | ------- | ------- | ------- |
| 24 283  | ↘23 753 | ↘23 590 | ↘23 395 | ↗24 889 | ↗24 932 | →24 932 |
| 2013    | 2014    | 2015    | 2016    | 2017    | 2018    | 2019    |
| ↗25 198 | ↘25 134 | ↗25 157 | ↘25 032 | ↘24 919 | ↘24 810 | ↘24 671 |

- В 1899 году на территории нынешнего городского поселения Хотьково проживало приблизительно 3000 человек[2].
- В 1918—1919 годах большая часть Митинской и части Морозовской, Богословской и Озерецкой волостей Дмитровского уезда были включены в состав новообразованной Хотьковской волости Дмитровского уезда[2].
- В 1921 году волость была включена в новый Сергиевский уезд[2].
- В 1927 году на территории современного поселения проживало около 7000 человек[2].
- В 2007 году — 23825 человек, в том числе 20342 человека в городе Хотьково.[2]

## Уроженцы
- Савина, Анастасия Владимировна —  российская футболистка.
- Супонев, Сергей Евгеньевич — советский и российский телеведущий; руководитель дирекции детских и развлекательных программ на телеканале ОРТ.
- Шведова, Анастасия Алексеевна — российская футболистка.

## Достопримечательности
- усадьба Абрамцево
- усадьба Ахтырка

### Храмы
- Покровский Хотьков женский монастырь
- Покровский собор
- Никольский собор
- Алексеевская церковь
- Церковь преподобного Алексия человека Божия
- Церковь Ахтырской иконы Божией Матери
- Церковь Спаса Всемилостивого Нерукотворного Образа